# Иван Решетар
Иван Решетар 31. јануар 1989) је рагбиста и репрезентативац Хрватске, који тренутно игра за Наду, рагби клуб из Сплита.